# ミルクモウモウ
ミルクモウモウは、1978年にツクダオリジナルから発売された玩具。1988年、1998年に再発売された。

## 概要
主に「モウモウちゃん」という名称の牛に水を飲ませて乳しぼりができるのが特徴。
- モウモウちゃんのシッポを前後に5 - 6回動かすと水を飲む。
- 水を飲んだモウモウちゃんは、鳴き声を出しながら頭を上げる。
- モウモウちゃんのおちちをしぼるとミルクが出てくる。
- お部屋の中でアルプスのミルクしぼりの楽しさが味わえる。

## 付属品
- モウモウ本体：ポリスチレン
- 乳首・耳・つの・ひづめ：スチレン系エラストマー
- 水おけ（1個）：スチレン系特殊透明樹脂
- バケツ（1個）：ポリスチレン
- ミルクのもと（10ｇ）：ブドウ糖・粉乳・酸味料・コーンスターチ・重曹・乳化剤

## 関連商品
ミルクモウモウシリーズとして以下の物が発売。
- ミルクモウモウ 牧場のミルク屋さん
- ミルクモウモウ こうしちゃん